# Stazione di Svitto
La stazione di Svitto (in tedesco Schwyz) è la stazione ferroviaria principale di Svitto situata nel Canton Svitto, in Svizzera.
La stazione si trova lungo la ferrovia del Gottardo.
La stazione è servita dalle linee S2 e S3 della rete celere di Lucerna.
Situata nella località di Seewen, tra il 1900 e il 1963 fu collegata al capoluogo da una linea tranviaria.